# Bag of Bones (televisieserie)
Bag of Bones is een Amerikaanse televisieserie naar het gelijknamige boek van Stephen King. De serie werd vanaf augustus 2011 opgenomen in Nova Scotia en was vanaf 11 december 2011 te zien op de Amerikaanse televisiezender A&E Network.

## Verhaal
De schrijver Mike Noonan kan het maar niet verkroppen dat zijn zwangere vrouw Johanna overleden is door een hersenbloeding. Enkele jaren na het overlijden begint Noonan last te krijgen van nachtmerries over een huis in TR-90, een ongeregistreerd dorpje in Maine. Hij besluit om zijn nachtmerries te confronteren en het betreffende huis te gaan bewonen.

## Cast
| Acteur             | Personage      | Opmerkingen |
| ------------------ | -------------- | ----------- |
| Pierce Brosnan     | Mike Noonan    |             |
| Annabeth Gish      | Johanna Noonan |             |
| Matt Frewer        | Sid Noonan     |             |
| Joel Freckelton    | Harold Noonan  |             |
| Anika Noni Rose    | Sara Tidwell   |             |
| William Schallert  | Max Devore     | Ouder       |
| Caitlin Carmichael | Kyra Devore    |             |
| David Sheftell     | Max Devore     | Jonger      |
| Gary Levert        | George Footman |             |
| Melissa George     | Mattie         |             |
| Jason Priestley    | Marty          |             |